# Vivian Green
Diana Gordon (Philadelphia, 1979. május 22. –) amerikai R&B énekesnő, dalszerző, zongorista.

## Pályafutása
Green nyolcévesen kezdett zongorázni. Tizemhároméveséves korában belépett a Younique lányegyüttesbe. Jill Scott vokalistája lett, ami megfelelő út lett szólókarrierjéhez.
2001-ben szerződött a Columbia Recordsszal és a következő évben kiadta debütáló albumát, az „A Love Story”-t. Maga az album meglehetősen sikeres volt, hat hónapig maradt a slágerlistákon, és aranylemez minősítést kapott. Az „Emotional Rollercoaster” című dal különösen sikeres volt, a Top 40-es sláger lett, és az amerikai tánczenei listák élére is felkerült.
Második albuma, a „Vivian"” 2005-ben jelent meg, és a Billboard 200-as listáján a 18., az R&B listákon pedig az 5. helyen szerepelt. Két első számú sláger a „Gotta Go, Gotta Leave” és az „I Like It” volt.
Öt év múltán jelent meg harmadik albuma, a „Beautiful”, ami elmaradt a korábbi sikerektől.
...
Hetedik stúdióalbuma, a „Love Absolute” 2020 novemberében jelent meg.

## Stúdióalbumok
- A Love Story (2002)
- Vivian (2005)
- Beautiful (2010)
- The Green Room (2012)
- Vivid (2015)
- VGVI (2017)
- Love Absolute (2020)

## Filmek
- Vivian Green az IMDb-n

## Díjak
- 2003: Best R&B Female Artist (jelölés)